# 소태초등학교
소태초등학교는 충청북도 충주시 소태면 오량리에 있는 공립 초등학교이다.

## 학교 연혁
- 1930년 4월 29일 소태공립보통학교 개교(설립인가 3월 31일)
- 1938년 4월 1일 소태공립심상소학교로 개칭
- 1941년 4월 1일 소태공립국민학교로 개칭
- 1950년 4월 1일 소태국민학교로 개칭
- 1967년 3월 1일 덕은국민학교 분리
- 1971년 3월 1일 하남국민학교 분리
- 1983년 3월 1일 덕은분교장 본교 편입
- 1985년 3월 1일 병설유치원 개원
- 1996년 3월 1일 소태초등학교 개명
- 1996년 3월 1일 덕은분교장 통합
- 2022년 3월 1일 5학급 편성(유치원 1학급)
- 2023년 2월 10일 제91회 졸업식 (총 3,305명)
- 2023년 3월 1일 4학급 편성(유치원 1학급)
- 2023년 9월 1일 제33대 김윤아 교장 부임

## 학교 상징
- 교화 : 풀유엽도 - 꽃빛이 아름답고 개화기가 길어 소태 어린이들이 오래토록 아름답게 자라라는 의미입니다.
- 교목 : 느티나무 - 화합과 통일, 무궁한 번영과 발전, 선진국으로의 비상을 상징하는 역사성과 문화성을 의미합니다.

## 참고 자료
- 소태초등학교 - 한국교육학술정보원 학교알리미